# Diószeghy Iván (színművész, 1952)
Diószeghy Iván névvariáns: ifj. Diószeghy Iván (Kolozsvár, 1952. október 21. –) magyar színész.

## Életpályája
Erdélyi színészcsaládba született, édesapja Diószeghy Iván színművész, édesanyja Kolozsváry Olga színművésznő. 1972-ben érettségizett a Szatmárnémeti Kölcsey Ferenc Gimnáziumban. Színészi diplomáját 1979-ben vette át a Szentgyörgyi István Színművészeti Főiskolán. 1979-től a Szatmárnémeti Északi Színház magyar tagozata szerződtette. 1989-től a debreceni Csokonai Színház társulatának volt a tagja. 2007-től szabadfoglalkozású színművész. Színészi munkája mellett rendezéssel is foglalkozott és tanított drámajátékot is. Önálló estjeivel is fellépett.

## Színházi szerepeiből
- William Shakespeare: Szentivánéji álom.... Egeus
- Shakespeare: Vihar.... Ferdinand
- Shakespeare: Rómeó és Júlia.... Patikus
- Ruzante: Csapodár madárka.... Menato
- Fjodor Mihajlovics Dosztojevszkij: Bűn és bűnhődés.... Orvos
- Anton Pavlovics Csehov: A dohányzás ártalmasságáról.... Nyuhin
- Makszim Gorkij: A nap fiai.... Misa
- Carlo Goldoni: Különös történet.... Dela Coterie
- Lope de Vega: A kertész kutyája.... Federico gróf
- Georges Feydeau: Bolha a fülbe.... Mr. Rugby
- Szigligeti Ede: Liliomfi.... Szilvai professzor
- Fazekas Mihály: Lúdas Matyi.... Döbrögi
- Mikszáth Kálmán: Szépasszony madara.... Anzelm
- Kodolányi János: Földindulás.... János
- Zilahy Lajos: A tábornok.... Hordóssy kapitány
- Rideg Sándor: Indul a bakterház.... Piócás
- Szabó Magda: Kiálts, város!.... Városi tanácsos
- Claude Magnier – Dobos Attila: Oscar.... Oscar
- L. Frank Baum: Óz, a nagy varázsló.... Óz; Henry bácsi
- Horváth Péter – Presser Gábor – Sztevanovity Dusán: A padlás.... Üteg
- Lehár Ferenc: Luxemburg grófja.... Lord Worchester
- Zerkovitz Béla: Csókos asszony.... Házmester; Róth

## Rendezéseiből
- Kaffka Margit: Az élet útján (monodráma)
- Jebeleanu: Hirosima mosolya (rockopera)

## Filmek, tv
- Kisváros (1998)
- Német Ákos: Lovass Anita (1999)
- Dosztojevszkij: Bűn és bűnhődés (2000)
- Szabó Magda: Kiálts, város!  (2003)

## Önálló estjeiből
- Mesevonat (gyermekműsor)
- Mesebolt (gyermekműsor)
- „Harmat a csillagon”  (versek, prózák, mondák a szeretetről)
- „Se veled, se nélküled” (vidám zenés műsor, férfiakról és nőkről)
- „A zsenialitás kötelez” (Liszt Ferenc emlékműsor)